# SN 2006mk
SN 2006mk – supernowa typu Ia odkryta 19 października 2006 roku w galaktyce A023016-0840. Jej maksymalna jasność wynosiła 22,42m.